# 胡永柱
胡永柱（1944年—），四川省渠县人，中国人民解放军中将。 
1993年2月至2000年6月，任西藏军区政治委员。2000年6月至2006年12月，任成都军区政治部主任，2006年12月至2007年12月，任成都军区副政治委员，兼纪律检查委员会书记。2001年，授予中国人民解放军中将。2008年，当选第十一届全国政协常务委员，代表特别邀请人士，分入第五十六组。并担任社会和法制委员会专委。